# 圖爾達伊山
46°22′19.6″N 7°00′07.2″E / 46.372111°N 7.002000°E

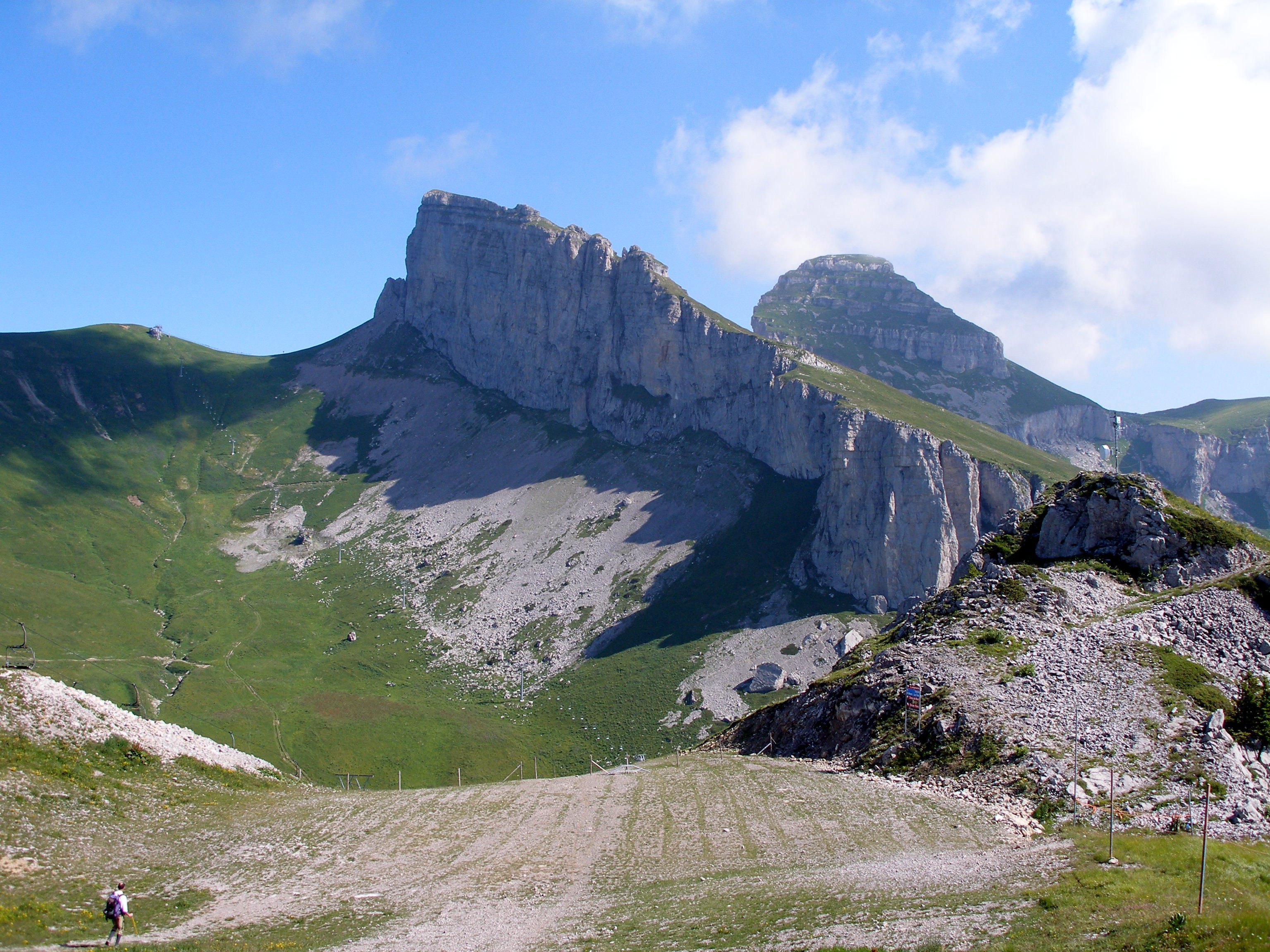

圖爾達伊山（Tour d'Aï），是瑞士的山峰，位於該國西部，由沃州負責管轄，屬於伯爾尼山的一部分，該山峰海拔高度2,331米，每年平均降雨量1,395毫米。